# Schutzkolloid
Schutzkolloide (auch Schutzcolloid) sind fast ausschließlich hochmolekulare Verbindungen, die bei Fällungsreaktionen, d. h. bei Reaktionen, in denen aus einer homogenen flüssigen Phase eine feste Phase ausgeschieden wird, ein Zusammenklumpen (Agglomerieren, Aggregation, Ausflocken, Koagulieren) der Primärpartikel verhindern.
Von den Schutzkolloiden zu unterscheiden sind die Dispergieradditive, die nachträglich zu einer Suspension hinzu gegeben werden.

## Wirkungsmechanismus
Die Schutzkolloide lagern sich mit ihrem hydrophoben Teil an die Primärpartikel an und wenden ihren polaren, d. h. hydrophilen Molekülteil der wässrigen Phase zu. Durch diese Anlagerung an der Grenzfläche verringern sie die Grenzflächenspannung und verhindern die Agglomeration der Primärteilchen. Zudem erhöhen sie die Viskosität an der Grenzfläche und, da alle Schutzkolloide große Mengen Wasser zu binden vermögen, erhöht sich gleichzeitig die Viskosität der betreffenden Dispersion.
Um die Schutzwirkung verschiedener Schutzkolloide zu vergleichen, wurde von Richard Zsigmondy 1901 die sogenannte Goldzahl definiert. Sie ist die Menge Schutzkolloid, die den Farbumschlag einer kolloiden Goldlösung verhindert. Wolfgang Ostwald verwendete anstelle der kolloiden Goldlösung eine kolloide Kongorubinlösung und definierte 1919 die Kongorubinzahl. V. Bermann definierte eine Eisenzahl. In diesen Definitionen wird die Wasserstoffkonzentration der Hydrosole und der Schutzkolloide nicht berücksichtigt.

## Anwendungsbeispiele

### Lichtempfindliche Schichten in der Analogfotografie
In der analogen Fotografie werden die lichtempfindlichen Schichten aus Silberbromid mit Hilfe eines Schutzkolloids hergestellt. Das klassische Schutzkolloid ist dabei die Gelatine, die bei der Reaktion zwischen Silbernitrat und Bromidsalz das Zusammenklumpen der Kristalle verhindert und so für eine gleichmäßige Verteilung sorgt.

### Suspensionspolymerisationen
Bei einer Suspensionspolymerisation wird ein Verklumpen der Monomertröpfchen sowie der Produktperlen während der Reaktion verhindert.

## Arten von Schutzkolloiden
Es sind meist wasserlösliche Polymere wie teilverseiftes Polyvinylacetat, Polyvinylalkohol Polyvinylpyrrolidon; Celluloseether (Tylose) wie zum Beispiel Methylcellulose, Hydroxyethylcellulose, Hydroxypropylmethylcellulose; Polyacrylate, Stärke, Proteine, Alginate, Pektine und Gelatine.